# Abraham Grapheus

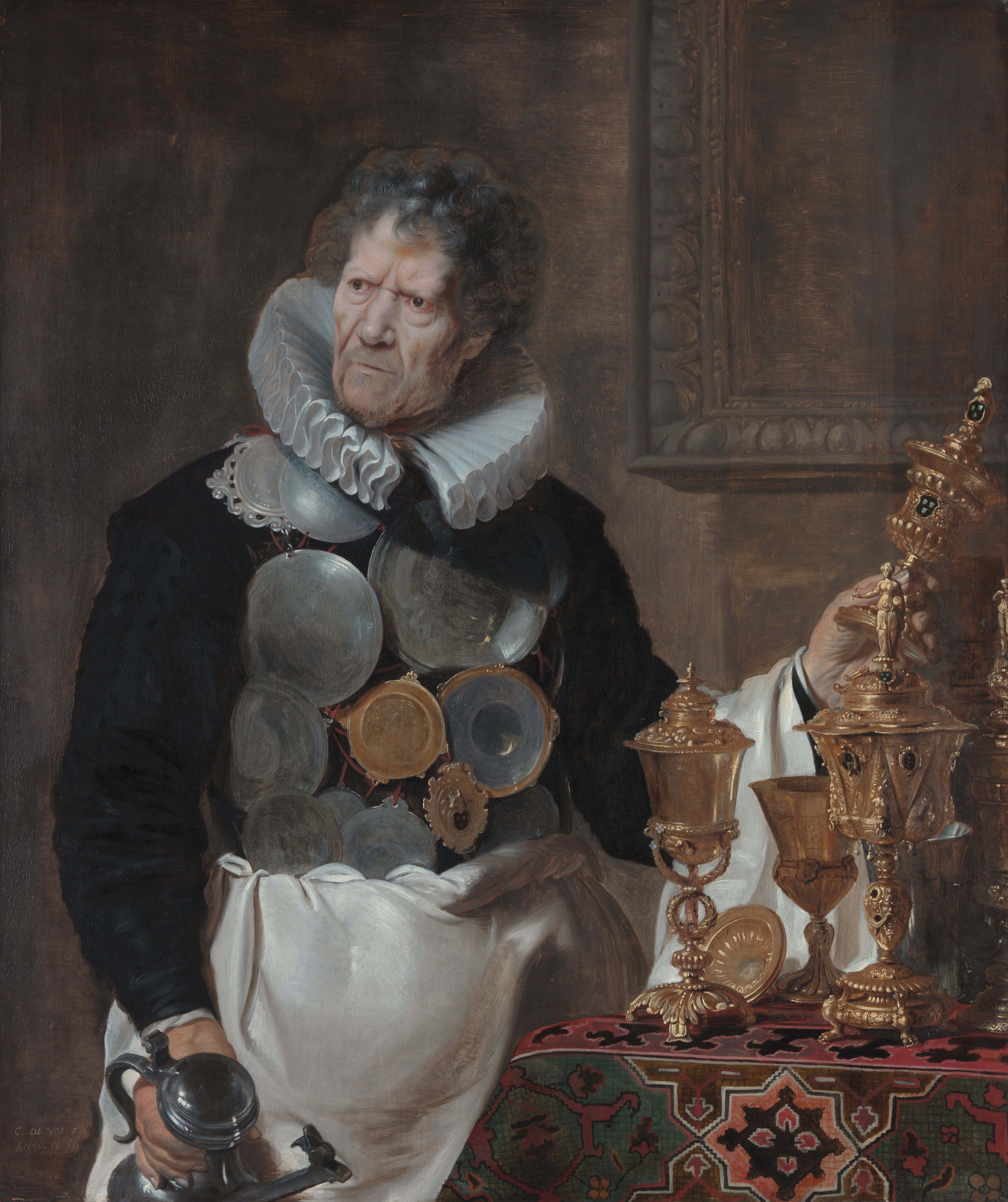
Portret van Abraham Grapheus door Cornelis de Vos (1620)

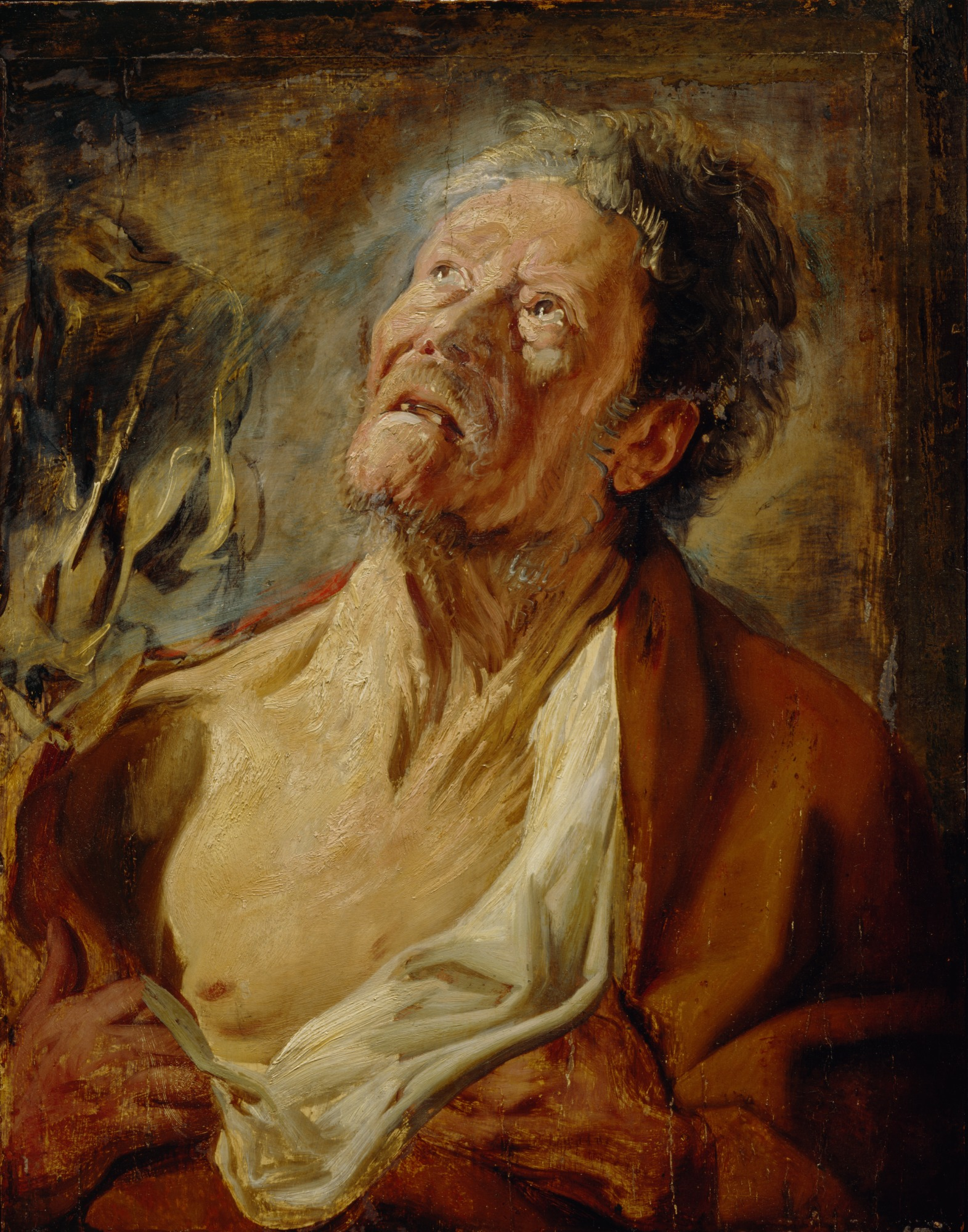
Grapheus als Job door Jacob Jordaens (ca. 1620)

Abraham de Graef of gelatiniseerd Abraham Grapheus (ca. 1545/50 – begraven Antwerpen, 26 september 1624) was een decoratieve schilder in de Antwerpse Sint-Lucasgilde. Hij legde het penseel terzijde om  er knaap te worden. Na enige tijd werd hij met zijn expressieve karakterkop geliefd als model voor beroemde collega's.

## Leven
De Graef werd in 1572 meester te Antwerpen maar liet geen werk na. Rekeningen tonen aan dat hij als letterschilder en vergulder actief was. Met zijn vrouw Anna van Haecht had hij de kinderen Abraham II († c. 1656), Sara en Hans.
In de jaren 1580 begon Grapheus binnen het schildersgilde praktische taken waar te nemen als die van concierge, boekhouder, griffier, kassier en boodschapper. Hij regisseerde toneelopvoeringen en veilde de nalatenschap van overleden gildeleden.
Grapheus' zoon ging in 1616-1617 een messengevecht aan in taverne De Drij Reepkens in de Korte Gasthuisstraat. Omdat het gezin kennelijk moeite had om de slachtoffers te vergoeden, hielpen zijn collega's met een inzameling. 

## Model
Vooral als oudere, door zorgen getekende man was Grapheus, met zijn borstelige wenkbrauwen en gerimpelde hals, een geliefd model bij zijn kunstbroeders. Op een altaarstuk is hij door Maerten de Vos in 1602 voor het eerst weergegeven als verfwrijver. Jacob Jordaens schilderde van hem meerdere tronies en studies, die hij dan gebruikte voor grotere werken. Zo zijn de koppen van de Gentse studie verwerkt als een sater in Allegorie van de vruchtbaarheid (Brussel, KMSKB, ca. 1623), als schrijvende evangelist in De Vier Evangelisten (Parijs, Louvre, ca. 1625–30) en als herder in De Aanbidding door de Herders (Parijs, Louvre, ca. 1650). Ook Antoon van Dyck maakte studies van Grapheus (Een apostel in de Gemäldegalerie, Berlijn en De apostel Petrus in het Hermitage, Sint-Petersburg). In 1620 portretteerde deken Cornelis de Vos hem in vol ornaat met de bekers en breuken van de gilde. Alleen dankzij dit Portret van Abraham Grapheus kan zijn modellencarrière worden gereconstrueerd, puur op grond van fysieke gelijkenis. Zoals voor veel anonieme modellen is er verder geen enkel archivalisch spoor van bewaard.
Hij stierf in 1624 en kan dus niet de afgebeelde persoon zijn op een portret van Jan Lievens.